# Magnus Lindberg

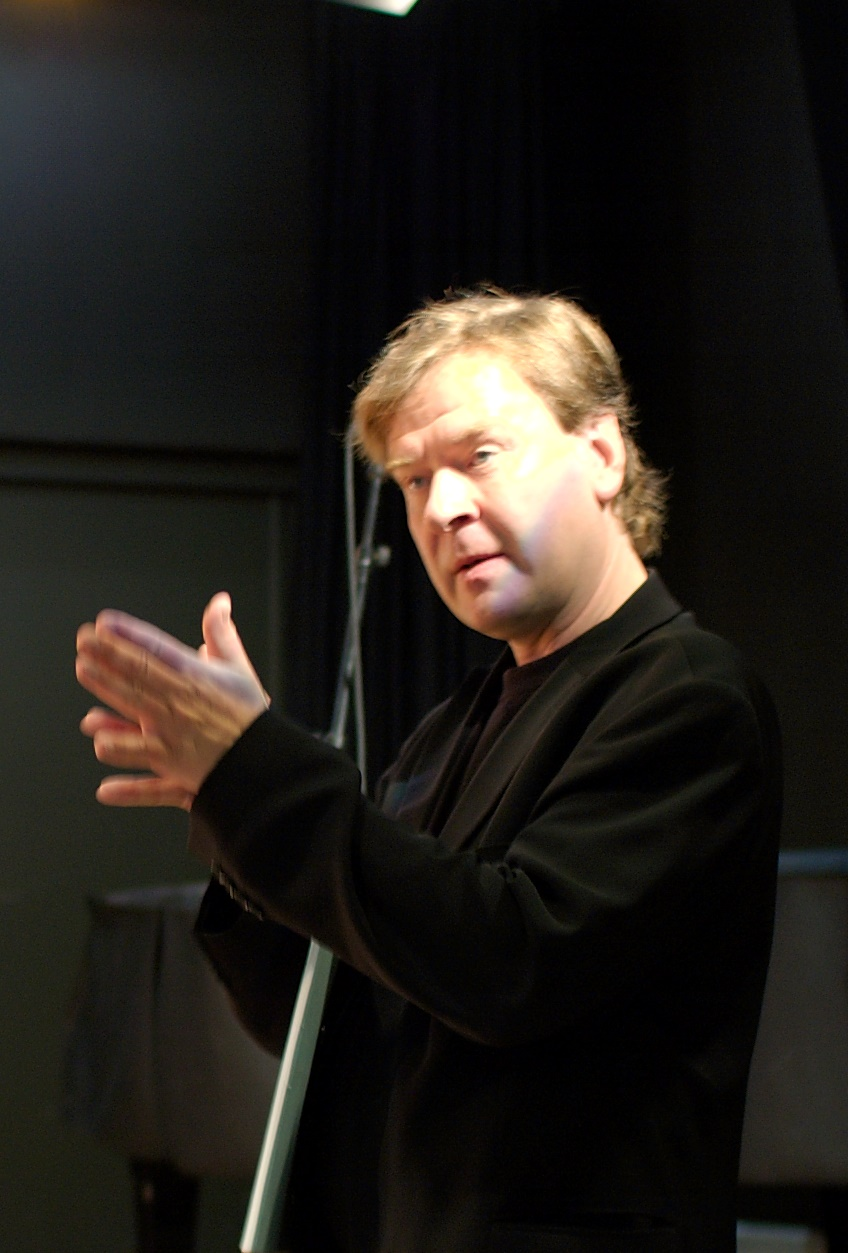
Linberg in 2006.

Magnus Gustaf Adolf Lindberg (Helsinki, 27 juni 1958) is een Finse componist en pianist.
Lindbergs studeerde aan de Sibelius Akademie bij Einojuhani Rautavaara en Paavo Heininen. In eerste instantie piano maar later ook compositie. Daarnaast bezocht hij zomercursussen in Siena (bij Franco Donatoni) en Darmstadt (bij Brian Ferneyhough). Nadat hij afgestudeerd was (1981), ging hij in de leer bij Vinko Globokar en Gérard Grisey aan het IRCAM te Parijs. Hij bestudeerde ook het Japanse slagwerk, en punkrock in Berlijn.
Zijn eerste grote orkestwerk Donor schreef hij op zestienjarige leeftijd. Quintetto dell’Estate uit 1979 wordt algemeen gezien als zijn eerste serieuze werk. Lindberg is diverse malen van stijl gewisseld. Hij begon als serialist, waarna hij zich verdiepte in musique concrète; vanaf de jaren 90 van de 20e eeuw schrijft hij in een klassieker idioom. In 1980 richtte hij Toimii ("het werkt") op; een ensemble voor moderne muziek. Rond die tijd richt hij ook Ears Open Society op, in samenwerking met een aantal medecomponisten uit Finland: Eero Hämeeniemi, Jouni Kaipainen, Kaija Saariaho en Esa-Pekka Salonen. Voor zijn composities ontving hij diverse opdrachten en ook prijzen.
Van 2009 tot 2012 was hij huiscomponist van het New York Philharmonic.

## Oeuvre
- Muziek voor twee piano's (1976)
- Pianostuk (1977)
- Drie pianostukken (1978)
- Arabesques voor dwarsfluit, hobo, klarinet, fagot, en hoorn(1978)
- Quintetto dell' estate voor dwarsfluit, klarinet, viool, cello en piano (1979)
- Play I (1979)
- Linea d'ombra (1981)
- "...de Tartuffe, je crois..." voor pianokwintet (1981)
- Sculpture II  (1981)
- Action-Situation-Signification (1982)
- Tendenza voor 21 spelers (1982)
- Ablauf (1983)
- Ground voor klavecimbel (1983)
- Kraft (1983-85)
- Metal Work (1984)
- Stroke voor cello (1984)
- UR (1986)
- Twine voor solo piano (1988)
- Kinetics (1988–1989)
- Marea (1989–1990)
- Joy (1989–1990)
- Moto (1990)
- Steamboat Bill Jr. (1990)
- Jeux d'anches voor solo accordeon (1990)
- Klarinetkwintet (1992)
- Duo Concertante voor solo klarinet en cello (1992)
- Corrente voor kamerorkest (1992)
- Corrente II voor symfonieorkest (1992)
- Decorrente (1992)
- Kiri (1993)
- Songs from North en South" voor koor a capella (1993)
- Coyote Blues voor groot kamerensemble (1993)
- Away voor solo klarinet (1994)
- Aura (in memoriam Witold Lutosławski) voor orkest (1994)
- Pianoconcert (1994)
- Zungenstimmen (1994)
- Arena voor orkest (1995)
- Arena II voor orkest (1996)
- Engine (1996)
- Related Rocks (1997)
- Feria (1997)
- Cantigas (1997–1999)
- Campana in aria voor hoorn en orkest (1998)
- Celloconcert (1999)
- Parada
- Fresco
- Corrente - China Version (2000)
- Jubilees voor piano (2000)
- Partia voor cello solo (2001)
- Etude I voor piano (2001)
- Dos Coyotes (2002)
- Bubo bubo (2002)
- Bright Cecilia: Variations on a Theme by Purcell voor orkest (2002)
- Chorale voor orkest (2002)
- Klarinetconcert (2002)
- Jubilees voor kamerensemble (2002)
- Counter Phrases voor kamerensemble (2002–2003)
- Concert voor orkest (2003)
- Mano a mano voor gitaar (2004)
- Tribute voor orkest (2004)
- Etude II voor piano (2004)
- Ottoni voor koperensemble (2005)
- Sculpture voor orkest (2005)
- Vioolconcert (2006)
- Konzertstück voor cello en piano (2006)
- Seht die Sonne voor orkest (2007)
- Trio voor klarinet, cello en piano (2008)
- Graffiti voor koor en orkest (2008–2009)
- Souvenir (2010)
- Era voor orkest (2012)